# Adolf Wilbrandt
Pour les articles homonymes, voir Wilbrandt.
Adolf von Wilbrandt, né le 24 août 1837 et mort le 10 juin 1911 dans sa ville natale de Rostock, est un journaliste et dramaturge allemand. Il fut successivement directeur de la Süddeutsche Zeitung à Munich puis du Burgtheater de Vienne.
Il a pour fils l'économiste et politologue Robert Wilbrandt.